# سر مفتش ویژه برای بازسازی افغانستان
سرمفتش ویژه برای بازسازی افغانستان (سیگار) یا بازرس ویژه امریکا برای بازسازی افغانستان مرجع اصلی نظارتی دولت ایالات متحده بر بازسازی افغانستان است. کنگره دفتر سرمفتش ویژه بازسازی افغانستان را ایجاد کرد تا نظارت مستقل و عینی بر بودجه بازسازی افغانستان انجام شود. تحت اختیار بخش ۱۲۲۹ قانون مجوزهای دفاع ملی برای سال مالی ۲۰۰۸ (PL 110-181)، سیگار حسابرسی، بازرسی و تحقیقات را برای ارتقای کارایی و اثربخشی برنامه‌های بازسازی و کشف و جلوگیری از اتلاف، تقلب و سوء استفاده از دلارهای مالیات‌دهندگان انجام می‌دهد. سیگار همچنین دارای یک خط تلفن است که به افراد امکان می‌دهد موارد مشکوک به کلاهبرداری را گزارش دهند.

## گزارش‌های سه ماهانه
قانون عمومی ۱۱۰–۱۸۱ سیگار را ملزم می‌کند تا گزارش سه ماهانه را به کنگره ارائه دهد. این گزارش با مجوز از سوی مجمع، ممیزی‌ها و فعالیت‌های تحقیقاتی SIGAR را خلاصه می‌کند. این گزارش همچنین نمای کلی از فعالیت‌های بازسازی در افغانستان را ارائه می‌دهد و شامل شرح مفصلی از تمام تعهدات، هزینه‌ها و درآمدهای مربوط به بازسازی است.
سیگار به عنوان بخشی از الزام قانونی خود گزارش سه‌ماهه وضعیت وجوه اختصاص یافته، واگذار شده و پرداخت شده ایالات متحده برای فعالیت‌های بازسازی در افغانستان را دنبال می‌کند. از تاریخ ۳۰ سپتامبر ۲۰۱۹، ایالات متحده تقریباً ۱۳۲٫۵۵ میلیارد دلار برای کمک و بازسازی در افغانستان از سال مالی ۲۰۰۲ اختصاص داده‌است. این بودجه به چهار حوزه اصلی اختصاص داده شده‌است:
- ۸۲٫۵۵ میلیارد دلار برای امنیت (۴٫۵۷ میلیارد دلار برای اقدامات مبارزه با مواد مخدر)
- ۳۴٫۴۶ میلیارد دلار برای اداره و توسعه (۴٫۳۷ میلیارد دلار برای طرح‌های مبارزه با مواد مخدر)
- ۳٫۸۵ میلیارد دلار برای کمک‌های بشردوستانه
- ۱۱٫۷۰ میلیارد دلار برای عملیات‌های غیرنظامی

### گزارش‌های اخیر
- پلیس مبارزه با مواد مخدر افغانستان: کمک‌های ایالات متحده به واحدهای ولایتی به‌طور کامل قابل پیگیری نیست و ارزیابی قابلیت‌های رسمی مورد نیاز است
- زندان پل چرخی: پس از ۵ سال و ۱۸٫۵ میلیون دلار ، پروژه بازسازی ناتمام ماند
- گزارش ویژه: کشت خشخاش در افغانستان ، ۲۰۱۲ و ۲۰۱۳
- نامه استعلام: کامیون‌های ارتباطی
- ۲۰۱۵: «گران‌ترین پمپ بنزین جهان»[۵]